# Итон, Дэниел Кэди
Дэ́ниел Кэ́ди И́тон (англ. Daniel Cady Eaton, 1834—1895) — американский ботаник, специалист по папоротникообразным растениям, первый профессор ботаники в Йельском колледже. Внук ботаника Эймоса Итона.

## Биография
Родился 12 сентября 1834 года в Форт-Грейшете на востоке штата Мичиган. Учился в Йельском колледже, в это время начал вести наблюдения местной флоры папоротников, стал вести переписку с исследователями флоры региона. Окончив колледж в 1857 году, поступил в Гарвардский университет.
Окончил Гарвардский университет в 1860 году, в квалификационной работе подготовил описания папоротников по образцам, собранным Чарльзом Райтом на Кубе и Августом Фендлером в Венесуэле.
Служил в Армии Союза в ходе Гражданской войны. С 1864 года Итон был профессором ботаники Йельского колледжа.
В 1866 году женился на Каролайн Кетчам.
Наиболее известная работа Итона — «Папоротники Северной Америки» (1877—1880), в которой приведены описания и цветные иллюстрации 149 видов.
Скончался 29 июня 1895 года.

## Некоторые публикации
- Eaton D. C. Filices Wrightianae et Fendlerianae // Memoirs of the American Academy of Arts and Sciences, ser. 2. — 1860. — Vol. 8. — P. 193—220.
- Eaton D. C. The Ferns of North America. — Salem, 1877—1880. — 2 vols.

## Роды растений, названные именем Д. Итона
- Eatonella A.Gray, 1883